# Mathieu Acebes
Pour les articles homonymes, voir Acebes.

a Compétitions nationales et continentales officielles uniquement.

b Matchs officiels uniquement.
Dernière mise à jour le 21 janvier 2024.
Mathieu Acebes, né le 1er août 1987 à Bayonne, est un joueur français de rugby à XV évoluant aux postes d'ailier, centre ou arrière avec le Biarritz olympique.

## Biographie

### Jeunesse et formation
Mathieu Acebes commence le rugby à XV à l'âge de 6 ans au Boucau Tarnos Stade, suivant les traces de son cousin, Alain Lagouarde, joueur professionnel à la Section paloise. Durant son enfance, il prenait le train depuis Bayonne pour venir voir son cousin, et il occupait même le poste de ramasseur de balles au stade du Hameau. Acebes avait une collection de chaussettes des joueurs de la Section. Son rêve a toujours été de devenir rugbyman professionnel, puis de jouer à Pau.
En 2003, âgé de 16 ans, il rejoint le centre de formation du Biarritz olympique où il passe quatre saisons. En 2007, il rejoint le centre de formation de l'Aviron bayonnais.

### En club
Entre 2007 et 2009, Mathieu Acebes ne dispute que sept matchs avec Bayonne en Top 14 et en Challenge européen.
En 2009, il s'engage en Pro D2 avec le FC Auch Gers. Jusqu'en 2012, il dispute soixante-quatorze matchs de championnat et inscrit neuf essais.
En 2012, il rejoint la Section paloise, également Pro D2. Jusqu'en 2015, il dispute soixante-treize matchs de Pro D2 et il remporte le championnat à l'issue de la saison 2014-2015 de Pro D2,.
Lors de la saison 2015-2016, il ne dispute que neuf matchs de Top 14 et deux matchs de Challenge européen. À l'issue de cette saison, en fin de contrat, il n'est pas conservé par le « club de ses rêves ».
Libre de tout contrat, il s'engage avec l'USA Perpignan en 2016. Lors de ses deux premières saisons de Pro D2, il dispute 45 matchs et inscrit 21 essais. En octobre 2018, il prolonge son contrat de trois saisons avec l'USA Perpignan. A l'issue de la saison 2017-2018 de Pro D2, il remporte le titre de champion de France.
Lors de la saison 2018-2019 de Top 14, il souffre d'une pubalgie qui stoppe un temps sa saison en fin d'année 2018, puis définitivement début mars 2019 afin de se faire opérer. Finalement, il aura disputé 13 matchs de championnat et un match de Challenge européen. L'USAP est relégué en Pro D2 en fin de saison.
Durant les deux saisons de Pro D2 suivantes, il dispute 44 matchs de championnats et inscrit 6 essais. Le 23 avril 2021, il dispute son 100e match avec l'USAP lors de la victoire des siens face à l'USON Nevers (37 à 16). Il participe au titre de champion de France de Pro D2 en 2021 avec son club de l'USA Perpignan et est élu dans l'équipe-type de la saison en Pro D2. En novembre 2021, il prolonge son contrat d'une saison jusqu'en juin 2023.
En novembre 2021, il est invité dans l'équipe des Barbarians français pour affronter les Tonga au Stade de Gerland de Lyon. Les Baa-Baas s'imposent 42 à 17 grâce à six essais inscrits.
En juin 2022, il participe à la tournée des Barbarians français aux États-Unis pour affronter la sélection américaine le 1er juillet 2022 à Houston. Les Baa-baas s'inclinent 26 à 21.
Pour la saison 2022-2023, dans le cadre de sa formation pour l'obtention du DE (Diplôme d'Etat), le capitaine de l'USAP rejoint les cadets Alamercery de l'USAP.
Lors de la 14e journée de Top 14, le 31 décembre 2022, il a plongé dans un regroupement et a percuté à la tête de l'international français, Jonathan Danty, qui se trouvait au sol. Cette action lui a valu un carton rouge, juste avant la mi-temps. Pour cette action, il est suspendu neuf semaines et il ne retrouve les terrains que fin mars 2023.
En mars 2024, il annonce qu'il quitte l'USAP à l'issue de la saison 2023-2024 après huit saisons en Catalogne. Il s'engage pour une saison plus une deuxième en option au Biarritz olympique. Début août 2024, alors qu'il confie son bonheur de rejouer devant sa famille et ses amis, il justifie sa décision d'être revenu au sein de son club formateur : « Boucler la boucle a du sens et j'aime bien donner du sens à ce que je fais. Pour moi, la décision a été facile à prendre, même si Perpignan, dans mon cœur et ma carrière, reste l'endroit le plus important où j'ai joué.»

### En équipe nationale
Mathieu Acebes dispute 3 matchs avec l'équipe de France des moins de 18 ans en 2005.
- Équipe de France de rugby à sept[25]

## Statistiques
| Saison                      | Club                        | Championnat | Championnat | Championnat | Championnat | Championnat | Championnat | Championnat | Coupe d'Europe                                       | Coupe d'Europe                                       | Coupe d'Europe                                       | Coupe d'Europe                                       | Coupe d'Europe                                       | Coupe d'Europe                                       | Coupe d'Europe                                       |
| Saison                      | Club                        | Compétition | M           | Pts         | Ess.        | Pén.        | Tr.         | Dp.         | Compétition                                          | M                                                    | Pts                                                  | Ess.                                                 | Pén.                                                 | Tr.                                                  | Dp.                                                  |
| --------------------------- | --------------------------- | ----------- | ----------- | ----------- | ----------- | ----------- | ----------- | ----------- | ---------------------------------------------------- | ---------------------------------------------------- | ---------------------------------------------------- | ---------------------------------------------------- | ---------------------------------------------------- | ---------------------------------------------------- | ---------------------------------------------------- |
| 2007-2008                   | Aviron bayonnais            | Top 14      | 2           | 5           | 1           | -           | -           | -           | Challenge européen                                   | 3                                                    | -                                                    | -                                                    | -                                                    | -                                                    | -                                                    |
| 2008-2009                   | Aviron bayonnais            | Top 14      | -           | -           | -           | -           | -           | -           | Challenge européen                                   | 2                                                    | -                                                    | -                                                    | -                                                    | -                                                    | -                                                    |
| Sous-total Aviron bayonnais | Sous-total Aviron bayonnais | Top 14      | 2           | 5           | 1           | -           | -           | -           | Challenge européen                                   | 5                                                    | -                                                    | -                                                    | -                                                    | -                                                    | -                                                    |
| 2009-2010                   | FC Auch Gers                | Pro D2      | 24          | 22          | 4           | -           | 1           | -           | Pas de qualification pour les compétitions de l'EPCR | Pas de qualification pour les compétitions de l'EPCR | Pas de qualification pour les compétitions de l'EPCR | Pas de qualification pour les compétitions de l'EPCR | Pas de qualification pour les compétitions de l'EPCR | Pas de qualification pour les compétitions de l'EPCR | Pas de qualification pour les compétitions de l'EPCR |
| 2010-2011                   | FC Auch Gers                | Pro D2      | 26          | 15          | 3           | -           | -           | -           | Pas de qualification pour les compétitions de l'EPCR | Pas de qualification pour les compétitions de l'EPCR | Pas de qualification pour les compétitions de l'EPCR | Pas de qualification pour les compétitions de l'EPCR | Pas de qualification pour les compétitions de l'EPCR | Pas de qualification pour les compétitions de l'EPCR | Pas de qualification pour les compétitions de l'EPCR |
| 2011-2012                   | FC Auch Gers                | Pro D2      | 24          | 10          | 2           | -           | -           | -           | Pas de qualification pour les compétitions de l'EPCR | Pas de qualification pour les compétitions de l'EPCR | Pas de qualification pour les compétitions de l'EPCR | Pas de qualification pour les compétitions de l'EPCR | Pas de qualification pour les compétitions de l'EPCR | Pas de qualification pour les compétitions de l'EPCR | Pas de qualification pour les compétitions de l'EPCR |
| Sous-total FC Auch Gers     | Sous-total FC Auch Gers     | Pro D2      | 74          | 47          | 9           | -           | 1           | -           | -                                                    | -                                                    | -                                                    | -                                                    | -                                                    | -                                                    | -                                                    |
| 2012-2013                   | Section paloise             | Pro D2      | 25          | 20          | 4           | -           | -           | -           | Pas de qualification pour les compétitions de l'EPCR | Pas de qualification pour les compétitions de l'EPCR | Pas de qualification pour les compétitions de l'EPCR | Pas de qualification pour les compétitions de l'EPCR | Pas de qualification pour les compétitions de l'EPCR | Pas de qualification pour les compétitions de l'EPCR | Pas de qualification pour les compétitions de l'EPCR |
| 2013-2014                   | Section paloise             | Pro D2      | 21          | 15          | 3           | -           | -           | -           | Pas de qualification pour les compétitions de l'EPCR | Pas de qualification pour les compétitions de l'EPCR | Pas de qualification pour les compétitions de l'EPCR | Pas de qualification pour les compétitions de l'EPCR | Pas de qualification pour les compétitions de l'EPCR | Pas de qualification pour les compétitions de l'EPCR | Pas de qualification pour les compétitions de l'EPCR |
| 2014-2015                   | Section paloise             | Pro D2      | 27          | 30          | 6           | -           | -           | -           | Pas de qualification pour les compétitions de l'EPCR | Pas de qualification pour les compétitions de l'EPCR | Pas de qualification pour les compétitions de l'EPCR | Pas de qualification pour les compétitions de l'EPCR | Pas de qualification pour les compétitions de l'EPCR | Pas de qualification pour les compétitions de l'EPCR | Pas de qualification pour les compétitions de l'EPCR |
| 2015-2016                   | Section paloise             | Top 14      | 9           | 5           | 1           | -           | -           | -           | Challenge européen                                   | 2                                                    | -                                                    | -                                                    | -                                                    | -                                                    | -                                                    |
| Sous-total Section paloise  | Sous-total Section paloise  | Pro D2      | 73          | 65          | 13          | -           | -           | -           | Challenge européen                                   | 2                                                    | -                                                    | -                                                    | -                                                    | -                                                    | -                                                    |
| Sous-total Section paloise  | Sous-total Section paloise  | Top 14      | 9           | 5           | 1           | -           | -           | -           | Challenge européen                                   | 2                                                    | -                                                    | -                                                    | -                                                    | -                                                    | -                                                    |
| 2016-2017                   | USA Perpignan               | Pro D2      | 21          | 60          | 12          | -           | -           | -           | Pas de qualification pour les compétitions de l'EPCR | Pas de qualification pour les compétitions de l'EPCR | Pas de qualification pour les compétitions de l'EPCR | Pas de qualification pour les compétitions de l'EPCR | Pas de qualification pour les compétitions de l'EPCR | Pas de qualification pour les compétitions de l'EPCR | Pas de qualification pour les compétitions de l'EPCR |
| 2017-2018                   | USA Perpignan               | Pro D2      | 24          | 45          | 9           | -           | -           | -           | Pas de qualification pour les compétitions de l'EPCR | Pas de qualification pour les compétitions de l'EPCR | Pas de qualification pour les compétitions de l'EPCR | Pas de qualification pour les compétitions de l'EPCR | Pas de qualification pour les compétitions de l'EPCR | Pas de qualification pour les compétitions de l'EPCR | Pas de qualification pour les compétitions de l'EPCR |
| 2018-2019                   | USA Perpignan               | Top 14      | 13          | 8           | 1           | 1           | -           | -           | Challenge européen                                   | 1                                                    | -                                                    | -                                                    | -                                                    | -                                                    | -                                                    |
| 2019-2020                   | USA Perpignan               | Pro D2      | 19          | 10          | 2           | -           | -           | -           | Pas de qualification pour les compétitions de l'EPCR | Pas de qualification pour les compétitions de l'EPCR | Pas de qualification pour les compétitions de l'EPCR | Pas de qualification pour les compétitions de l'EPCR | Pas de qualification pour les compétitions de l'EPCR | Pas de qualification pour les compétitions de l'EPCR | Pas de qualification pour les compétitions de l'EPCR |
| 2020-2021                   | USA Perpignan               | Pro D2      | 25          | 23          | 4           | 1           | -           | -           | Pas de qualification pour les compétitions de l'EPCR | Pas de qualification pour les compétitions de l'EPCR | Pas de qualification pour les compétitions de l'EPCR | Pas de qualification pour les compétitions de l'EPCR | Pas de qualification pour les compétitions de l'EPCR | Pas de qualification pour les compétitions de l'EPCR | Pas de qualification pour les compétitions de l'EPCR |
| 2021-2022                   | USA Perpignan               | Top 14      | 25          | 15          | 3           | -           | -           | -           | Challenge européen                                   | -                                                    | -                                                    | -                                                    | -                                                    | -                                                    | -                                                    |
| 2022-2023                   | USA Perpignan               | Top 14      | 18          | 15          | 3           | -           | -           | -           | Challenge Cup                                        | 1                                                    | -                                                    | -                                                    | -                                                    | -                                                    | -                                                    |
| 2023-2024                   | USA Perpignan               | Top 14      | 14          | 15          | 3           | -           | -           | -           | Challenge Cup                                        | 1                                                    | -                                                    | -                                                    | -                                                    | -                                                    | -                                                    |
| Sous-total USA Perpignan    | Sous-total USA Perpignan    | Pro D2      | 89          | 138         | 27          | 1           | -           | -           | Challenge européen / Cup                             | 3                                                    | -                                                    | -                                                    | -                                                    | -                                                    | -                                                    |
| Sous-total USA Perpignan    | Sous-total USA Perpignan    | Top 14      | 70          | 53          | 10          | 1           | -           | -           | Challenge européen / Cup                             | 3                                                    | -                                                    | -                                                    | -                                                    | -                                                    | -                                                    |
| Total                       | Total                       |             | 317         | 313         | 61          | 2           | 1           | -           | Coupe d'Europe                                       | 10                                                   | -                                                    | -                                                    | -                                                    | -                                                    | -                                                    |

## Palmarès
- Vainqueur de la Pro D2 en 2015 avec la Section paloise.
- Vainqueur de la Pro D2 en 2018 et 2021 avec l'USA Perpignan.